# Assiah

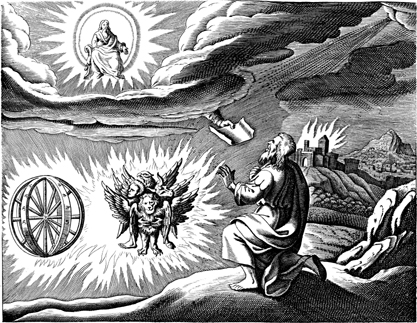
Illustrazione tradizionale della visione del Carro, basata sulla descrizione di Ezechiele.

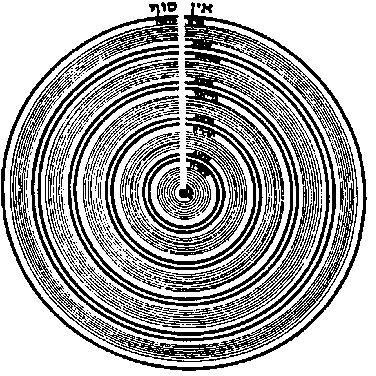
Rappresentazione dei Cinque Mondi con le 10 Sefirot in ognuno, come cerchi concentrici in sequenza, derivati dalla luce di Kav dopo lo Tzimtzum.

Assiah (o ʿAsiyah, noto anche come Olam Asiyah, עולם עשיה in ebraico, letteralmente il Mondo dell'Azione) è l'ultimo dei quattro mondi spirituali della Cabala ebraica – Atziluth, Beri'ah, Yetzirah, Asiyah – la cui esistenza e caratteristiche è basata sul passo biblico di Isaia 43,7.
Questo è il Mondo dell'Azione, il Mondo degli Effetti o Mondo del Fare, associato puramente all'esistenza materiale.
È preceduto dal Mondo di Yetzirah.

## La tradizione cabalistica
Secondo il sistema della Cabala israeliana, Assiah è il più basso dei mondi spirituali contenenti i Dieci Cieli e l'intero sistema della Creazione mondana. La luce delle Sefirot emana attraverso questi Dieci Cieli. Attraverso le "Dieci Sefirot di Assiah" la spiritualità e la pietà vengono impartite al reame della materia — sede anche dei poteri oscuri e impuri.
Secondo il Maseket Aẓilut è la regione corrispondente agli Ofanim che promuovono l'ascolto delle preghiere, sostengono gli intendimenti umani e combattono il male. Gli ophanim o ofanim, anche ophde (ebraico: "ruote" אְוּפַּנים; sing. ofan) sono gli "esseri viventi" tetramorfi visti da Ezechiele accanto alle ruote "Carro" (in ebraico: merkavah) nel passo biblico di Ezechiele 1,15-21.

## Letteratura giudaica non canonica
Queste ruote vengono interpretate come angeli in uno dei Manoscritti del Mar Morto (4Q405) e come una classe di esseri celesti in diverse sezioni del Libro di Enoch (61,10 71,7) dove, insieme ai Cherubini e Seraphini, non dormono mai ma stanno a guardia del Trono di Dio. Il loro sovrano è Sandalphon.